# Počesane muhe ali zelo zapleten priročnik o lepem vedenju
Počesane muhe ali zelo zapleten priročnik o lepem vedenju je knjiga Slavka Pregla. Ilustriral jo je Marjan Manček, izšla pa je leta 1993 pri založbi Mladinska knjiga.

## Predstavitev knjige
Knjiga ima 14 poglavij, vse se začnejo z O. Vsa poglavja so zgrajena na isti način. Najprej pove nekaj po poglavju in o tem, kaj se bo tu govorilo. Tipično podpoglavje je Triperesna deteljica, kjer navezujoč na poglavje pove nekaj stvari, ki niso škodljive, nekaj stvari, katere so zdrave in pa nekaj, kar še posebej priporoča. Tipično poglavje je tudi Vprašali ste- preberite. Sestavljeno je iz vprašanj, ki jih postavljajo otroci, avtor pa jih odgovarja. Po navadi je vse pisano na humorističen način. V vsakem poglavju je tudi zgodba, ki se navezuje na naslov poglavja. V njem so vedno iste osebe in sicer Arjan in njegov mlajši brat Klemen, včasih je prisotna tudi njuna sestra Sanja.  Arjan se kot starejši brat počuti dolžnega Klemenu dati potrebne lekcije, ki jih bo potreboval v življenju. Klemenu se seveda vsi njegovi nasveti zdijo butasti. V knjigi je tudi polno slik, ki so risane na humorističen način.  

### Predstavitev poglavja
Drugo poglavje ima naslov O GOVORJENJU. Avtor nam že na začetku pove, da drugo poglavje potuje od besed k besedam. Najprej nam pove nekaj o tem poglavju ter o čem bo tekla beseda. Nato je napisana zgodba z naslovom Prijateljsko prepričevanje, kjer spoznamo Sanjo, Klemena ter Arjana. Arjan ves čas uporablja tuje izraze, kot so: » Full, kull, mega, O.K, drink, baby,…« Sanjo to zelo moti. Razplete se zgodba na to temo. V tem poglavju je tudi slovar manj znanih izrazov. Za vsako besedo je napisano nekaj primerov, katere uporabljajo mladi namesto besed. Nekaj primerov: 
Fant: frajer, tip, jack, pob, pubec, mulc, dihur
Dekle: bitje, kost, nogca, prikolica, kikla, frčafela
Biti brez denarja: imeti prepih v denarnici, imeti žepno tuberkulozo
Biti lačen: čreva zračiti
V poglavju je tudi značilna triperesna deteljica, kjer so tri različna razmišljanja: 
Besednjak strastnega medicinca, nežno zgodovinarjevo šepetanje, razmišljanja mesarskega pomočnika. Izpostavili bi zadnjega ter podali nekaj primerov:
Bila je zelo lepa kost in mesek na njej je vzbujal zelo velike apetite. Zelo mi je šel na jetra in še danes ga imam v želodcu. Ko sem odklonil, se mu je takoj povesil rilec. Kot zadnje pa je na vrsti Vprašali ste- preberite. Nekaj primerov: 
VPRAŠANJE: Ali nenehno žvečenje kvari jezik? 
ODGOVOR: To je zelo odvisno od tega, kdo žveči.
V: Sram me je govoriti pravilno slovensko med prijatelji, saj nihče tako ne govori in bi se norčevali iz mene.
O: Dovoli, da se norčujejo, če to počno v pravi slovenščini.
V: Učitelji pravijo, da si bomo z branjem knjig izboljšali jezik. Ampak mnoge knjige so zelo dolgočasne. Kaj naj storim?
O: Poskusi s knjigami Slavka Pregla. Če ti ne bodo pomagale, z njimi lahko zelo dobro podložiš omare.